# Medalha H. C. Ørsted
A Medalha H. C. Ørsted (em inglês:  H. C. Ørsted Medal) é uma medalha para conquistas científicas concedida pela Selskabet for naturlærens udbredelse (Sociedade para a Disseminação das Ciências Naturais). É denominada em memória do fundador da sociedade Hans Christian Ørsted, concedida primordialmente a dinamarqueses. A medalha é concedida em três versões: ouro, prata e bronze.

## Recipientes
Fonte: List of recipients

### Ouro
- 1909 Søren Sørensen
- 1912 Christian Christiansen
- 1916 Martin Knudsen
- 1924 Niels Bohr
- 1928 Johannes Nicolaus Brønsted
- 1928 Niels Bjerrum
- 1928 Peder Oluf Pedersen
- 1941 Kaj Ulrik Linderstrøm-Lang
- 1952 Alex Langseth
- 1959 Paul Bergsøe
- 1959 Jens Anton Christiansen
- 1965 Bengt Strömgren
- 1970 Aage Bohr
- 1970 Christian Møller
- 1974 Jens Lindhard
- 1977 Kai Arne Jensen
- 1989 Thor Anders Bak

### Prata
- 1980 K.G. Hansen
- 1988 Niels Blædel
- 1990 Jens J. Kjærgaard
- 1991 Niels Ove Lassen
- 1999 Ove Nathan
- 2000 Jens Martin Knudsen

### Bronze
- 2001 Asger Høeg
- 2003 Ryan Holm
- 2004 Erik Schou Jensen
- 2006 Finn Berg Rasmussen
- 2012 Jannik Johansen
- 2013 Peter Arnborg Videsen
- 2013 Niels Christian Hartling
- 2014 Pia Halkjær Gommesen
- 2015 Henrik Parbo